# نام سانگ جی
نام سانگ جی (کره‌ای: 남상지؛ زادهٔ ۱۴ دسامبر ۱۹۸۹) بازیگر اهل کره جنوبی است. وی از سال ۲۰۱۳ میلادی تاکنون مشغول فعالیت بوده‌است. از فیلم‌ها یا مجموعه‌های تلویزیونی که وی در آنها ایفای نقش کرده‌است می‌توان به عروس‌ها، زنی در پشت نقاب و شاهد بی‌گناه اشاره کرد.